# 鹪鹩
鷦鷯为鹪鹩科鹪鹩属的鸟类，又名𪀘、巧妇、山蝈蝈。是一種非常小的食蟲性鳥類，是鷦鷯科（Troglodytidae）在歐亞與非洲（馬格里布地區）唯一的成員。它有非常短的尾羽，經常上翹，頸部短，喙較長且細。其上部呈赤褐色，下部則是較淡的黃褐色，並具奶油色的眉線。雌雄鳥外觀相似。
此物種曾被合併為冬鷦鷯（Troglodytes hiemalis）及太平洋鷦鷯（Troglodytes pacificus）在北美東部和西部分布的亞種，統稱為冬鷦鷯。鷦鷯主要分佈於歐洲和古北界的廣泛地區，包括從北伊朗和阿富汗至日本的一個亞洲區域帶。其遷徙行為僅限於分佈範圍的北部地區。此外，此物種在雀形目中具有不尋常的一雄多雌配偶制度。

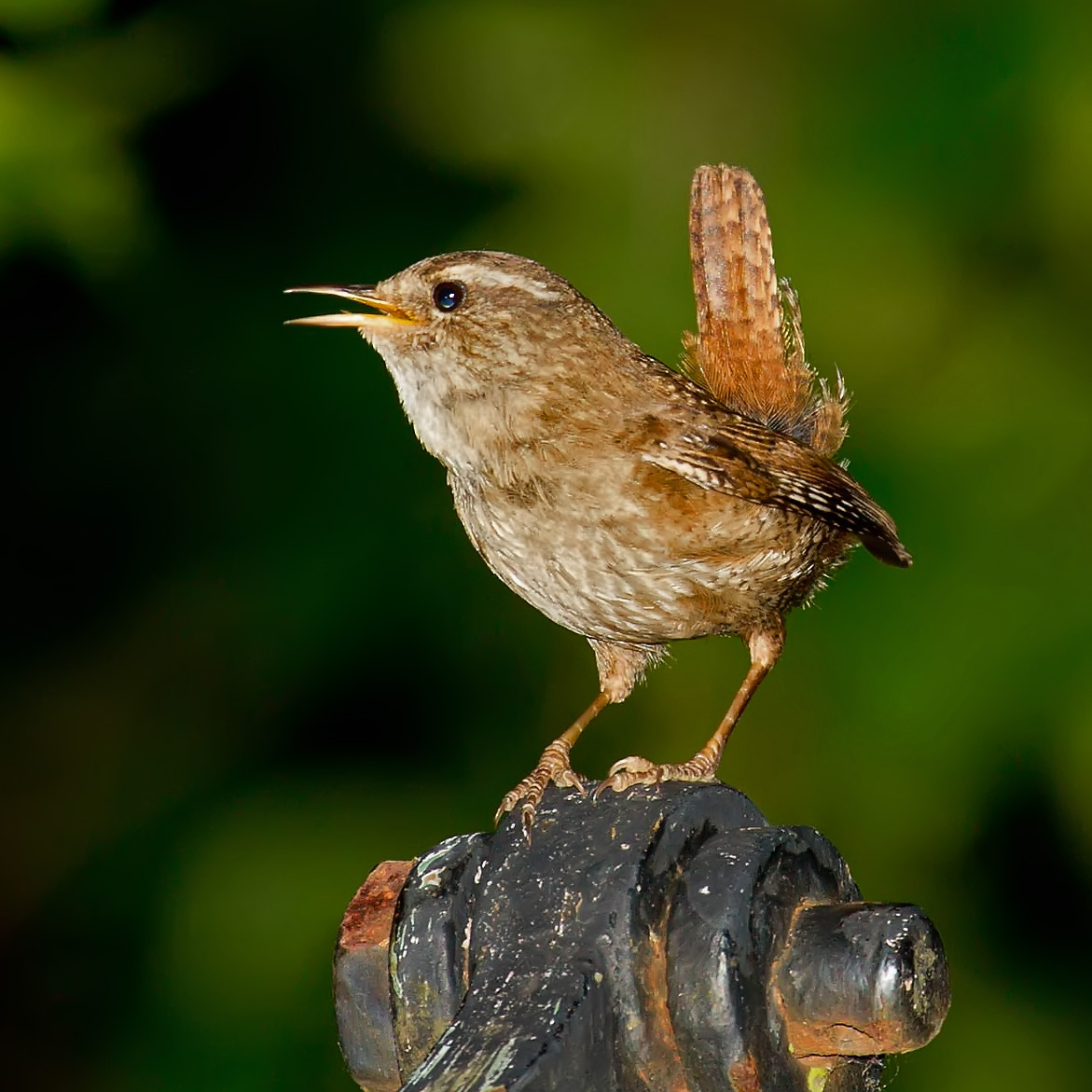
德國的鷦鷯

其學名源自希臘語「troglodytes」，意為「穴居者」（由 τρώγλη 「洞穴」和 δῠ́ειν 「爬行」組成），指其狩獵節肢動物或棲息於洞穴和縫隙中的習性。鷦鷯屬 （Troglodytes）的分類學目前尚未解決，因為最近的分子研究顯示沼澤鷦鷯屬（Cistothorus） 和峰鷦鷯屬（Thryorchilus）等物種可能位於目前由鷦鷯屬界定的分支之內。

## 分類
鷦鷯由瑞典博物學家卡爾·林奈於1758年在其《自然系統》（自然系統）的二名法中首次描述，命名為Motacilla troglodytes。此名稱的特定詞源於古希臘語，意為「穴居者」。1555年，德國博物學家康拉德·格斯納在其著作《動物史》（Historiae animalium）中曾使用拉丁名Passer troglodyte來指代鷦鷯。該物種目前歸入由法國鳥類學家路易·皮耶·維亞律於1809年創立的鷦鷯屬（Troglodytes）。
鷦鷯曾被認為與北美的兩個物種，即冬鷦鷯（Troglodytes hiemalis）和太平洋鷦鷯（Troglodytes pacificus），為同種異名。部分鳥類學家將鷦鷯、冬鷦鷯及太平洋鷦鷯置於由瑞典博物學家古斯塔夫·約翰·比爾貝格於1828年創立的獨立屬Nannus中，並將鷦鷯設為其模式種。
據估計，太平洋鷦鷯與鷦鷯約在430萬年前，即更新世的冰河期之前，共享最後的共同祖先，該時期被認為促進了許多分佈於北美針葉林的鳥類分支的物種形成。
此分類複雜的鳥類有28個已被認可的亞種。其中具爭議的亞種T. t. ，即大東鷦鷯，約於1940年滅絕，若其真的是一個有效的分類而非僅基於異常標本的話。因此，在蘇格蘭，除典型的T. t. indigenus外，還有三種明顯的島嶼亞種：T. t. hirtensis，僅分佈於聖基爾達島；T. t. zetlandicus，分佈於設德蘭群島；以及T. t. fridariensis，分佈於費爾島。聖基爾達鷦鷯上背部較灰，下部較白，背上具更多斑紋；而設德蘭鷦鷯和費爾島鷦鷯則顏色較深。

## 亚种
- 鹪鹩东北亚种（学名：Troglodytes troglodytes dauricus）。分布于俄罗斯、朝鲜以及中国大陆的黑龙江、吉林、辽宁等地。该物种的模式产地在西伯利亚达乌尔地区。[19]
- 鹪鹩普通亚种（学名：Troglodytes troglodytes idius），是中国的特有物种。分布于河北、河南、山西、青海、宁夏、陕西、甘肃、山东、江苏、浙江、福建、广东等地。该物种的模式产地在河北王快镇，东经114°30`,北纬38°45`。[20]
- 鹪鹩西喜馬拉雅亚种（学名：Troglodytes troglodytes neglectus）。分布于巴基斯坦東北部至尼泊爾西部一帶。
- 鹪鹩東喜馬拉雅亚种（学名：Troglodytes troglodytes nipalensis）。分布于尼泊尔、不丹以及西藏等地。该物种的模式产地在尼泊尔。[21]
- 鹪鹩四川亚种（学名：Troglodytes troglodytes szetschuanus）。分布于中国特产以及中国大陆的四川、西藏、青海、甘肃、陕西、云南、湖北等地。该物种的模式产地在四川平武。[22]
- 鹪鹩台湾亚种（学名：Troglodytes troglodytes taivanus），臺灣話稱巧婦鳥(kháu-hū-tsiáu)。分布于台灣。该物种的模式产地在台湾阿里山。[23]
- 鹪鹩云南亚种（学名：Troglodytes troglodytes talifuensis）。分布于缅甸以及中国大陆的云南等地。该物种的模式产地在云南大理。[24]
- 鹪鹩天山亚种（学名：Troglodytes troglodytes tianschanicus）。分布于伊朗、哈萨克斯坦以及中国大陆的新疆等地。该物种的模式产地在新疆喀什。[25]

## 描述
鷦鷯是一種體型圓潤且結實的鳥類，擁有圓形的翅膀和短小的尾羽，通常呈上翹姿態。成鳥體長9至10 cm（3.5至3.9英寸），翼展為13—17 cm（5.1—6.7英寸），體重約10 g（0.35 oz）。其上體呈赤褐色，下體較為灰暗，身體各部位（包括翅膀和尾部）都有較深的褐色和灰色的模糊橫斑。喙為深褐色，腿則是淺褐色，腳趾上有強壯的爪子和大後趾。幼鳥的橫斑較不明顯，腹部有斑駁的斑紋。此鳥的羽色存在相當大的變異，當族群被隔離時，這種變異會固定在某些小型的變體上。

### 叫聲

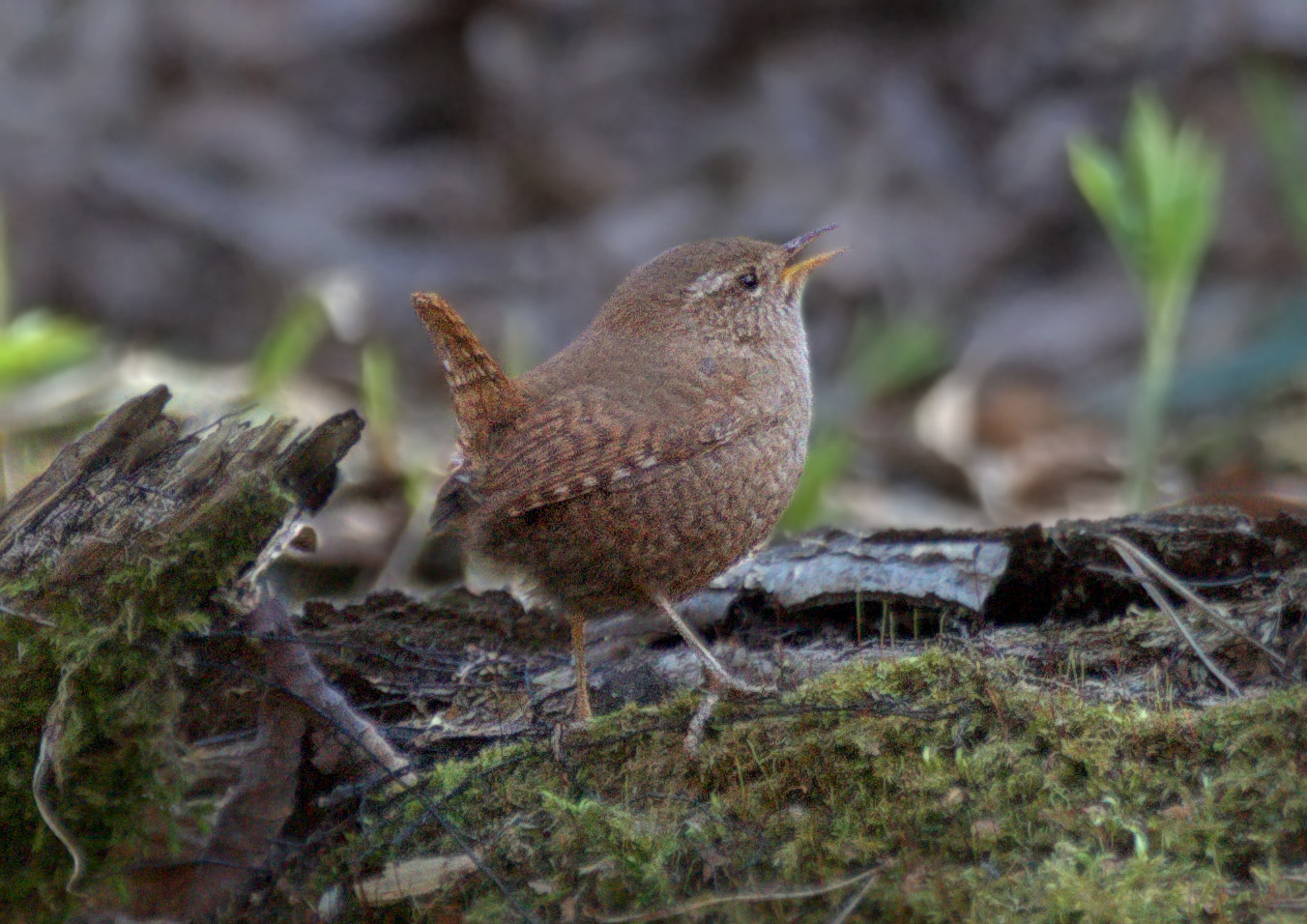

最常見的叫聲是尖銳且連續的「tic-tic-tic」，與知更鳥的叫聲相似，但速度較快，音符間的間隔較少。當鳥兒受到驚擾或激動時，其叫聲會延長成強調的「churr」churr，有如發條在逐漸停下的聲音。歌聲則是甜美的音樂爆發，清晰、尖銳且強烈。雄鳥的叫聲特別悠長且複雜，由一連串清脆的顫音組成，連續幾秒。此鳥體型雖小，但聲音極其洪亮，音量按重量來算約為公雞的十倍。其歌聲從幾個前奏音開始，然後進入逐漸上升的顫音，並以清晰的主音或再次顫音結束。任何季節皆可聽到其歌聲，尤以春天最為明顯。儘管其行為大多如老鼠般隱秘，雄鳥有時會站在低處顯眼的棲木上唱歌，身體因發聲努力而微微顫動。其歌聲有時會與林岩鷚的歌聲混淆，林岩鷚的歌聲較短且微弱，而鷦鷯的歌聲中包含重複的顫音，林岩鷚則沒有。

## 分佈與棲地

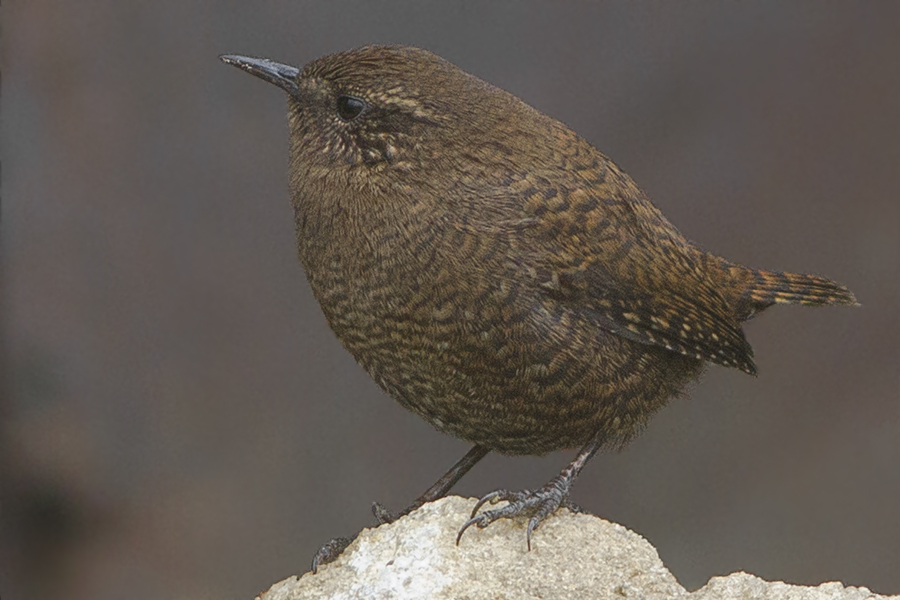
亞種Troglodytes troglodytes nipalensis，羽毛色非常深，攝於印度錫金

鷦鷯是一種古北界鳥種。指名亞種在歐洲北至挪威67°N及瑞典、芬蘭和俄羅斯64°N處繁殖。其南界為西班牙北部、法國南部、意大利、西西里及俄羅斯南部。此鳥在西亞地區東至敘利亞繁殖。在冰島、法羅群島、設德蘭群島、赫布里底群島以及聖基爾達島等地則有其他亞種分佈，並且更南至非洲西北、西班牙和葡萄牙、巴利阿里群島、科西嘉、薩丁尼亞、克里特及塞浦路斯也有分佈。其他亞種也見於俄羅斯南部及日本。
其棲地多樣，包括任何有灌木和低地覆蓋的耕地或未耕地區；花園、樹籬、灌木叢、種植園、森林及蘆葦灘。它也棲息於布滿黑莓叢或金雀花的較開闊地區、荒野、沼地、布滿岩石的斜坡、岩岸及海崖。

## 行為與生態
鷦鷯是一種活躍的小鳥，不斷在開闊地或茂密的植被中尋找昆蟲。其動作迅速，會探查縫隙、檢查老舊的磚石，跳上倒下的樹幹並在其中深入搜尋。偶爾會移至較高的樹冠，但大部分時間停留於地面附近，經常在河岸下的隱蔽處被驚飛。有時會沿著樹幹下部跳躍，行為如同迷你鳾。偶爾其短暫飛行迅速且直線，但不持久，飛行時短圓的翅膀快速振動。
這種小型短尾的鷦鷯在歐洲幾乎與知更鳥同樣熟悉。其行為似老鼠，在尋找食物時容易被忽視，但從最高的荒野到海岸隨處可見。
即使在冬季，它仍活躍於高地，當積雪厚重時會消失於石南花叢中，確實是一種穴居鳥。它經常出沒於花園和農場，但在密林和蘆葦叢中亦同樣繁盛。
夜晚，通常在冬季，它會在黑暗的隱秘處、舒適的洞穴甚至舊巢中棲息，這也符合其學名。在嚴寒天氣下，它們有時會集體棲息，通常由家庭成員或多個個體聚集以保持溫暖。

### 繁殖

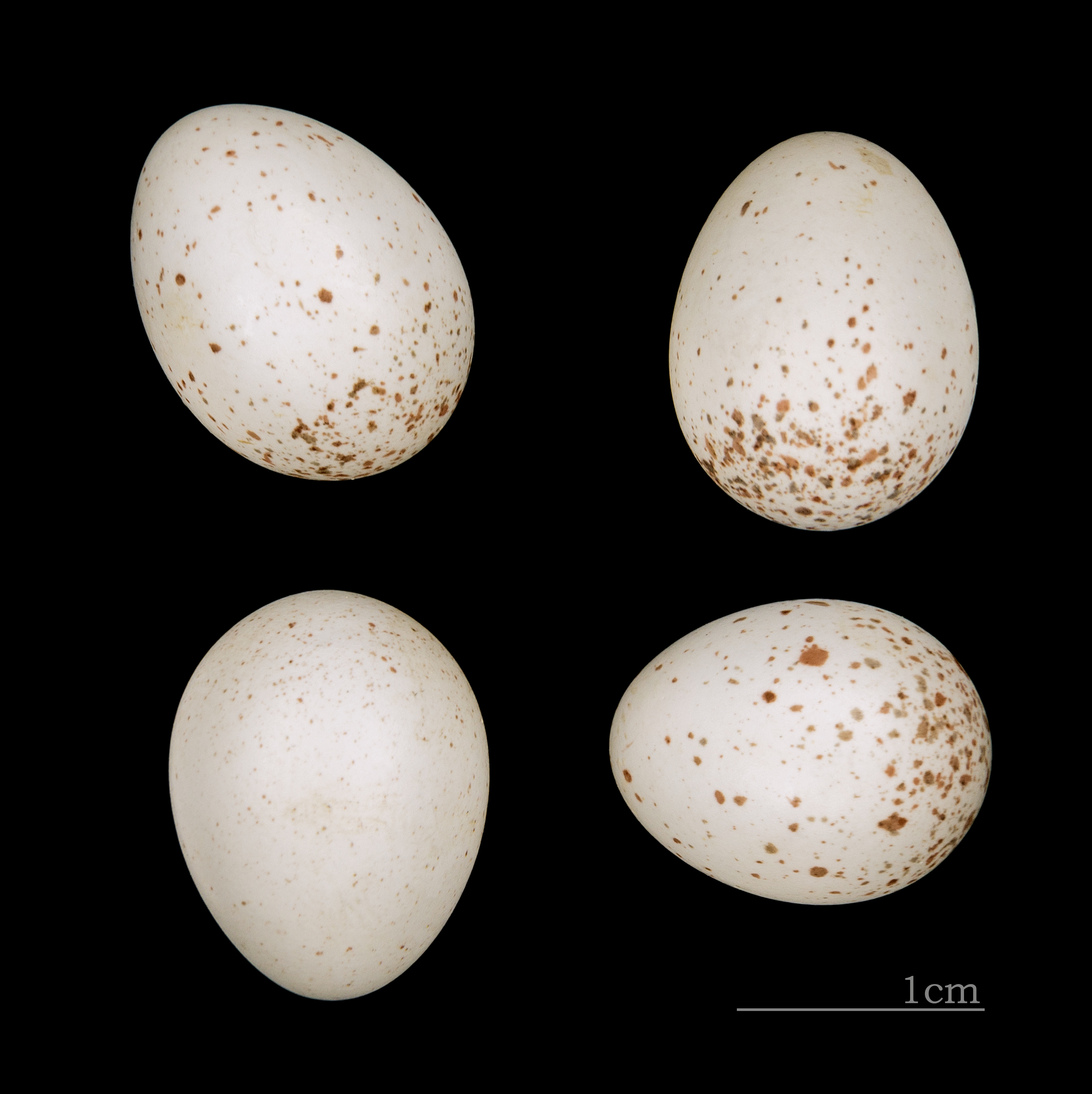
蛋

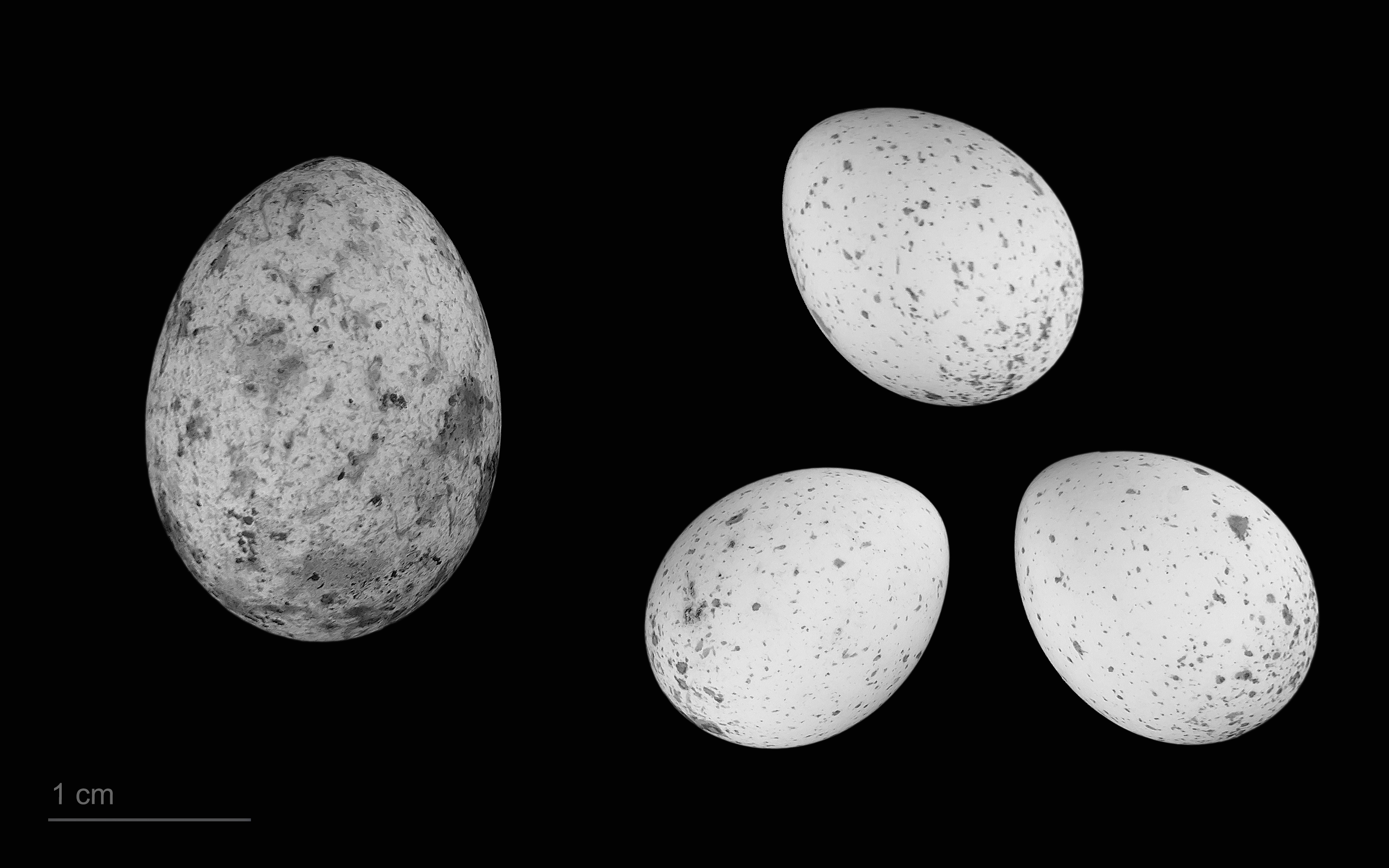
杜鵑（Cuculus canorus canorus）將卵產於鷦鷯（Troglodytes troglodytes）的巢中 -土魯斯博物館

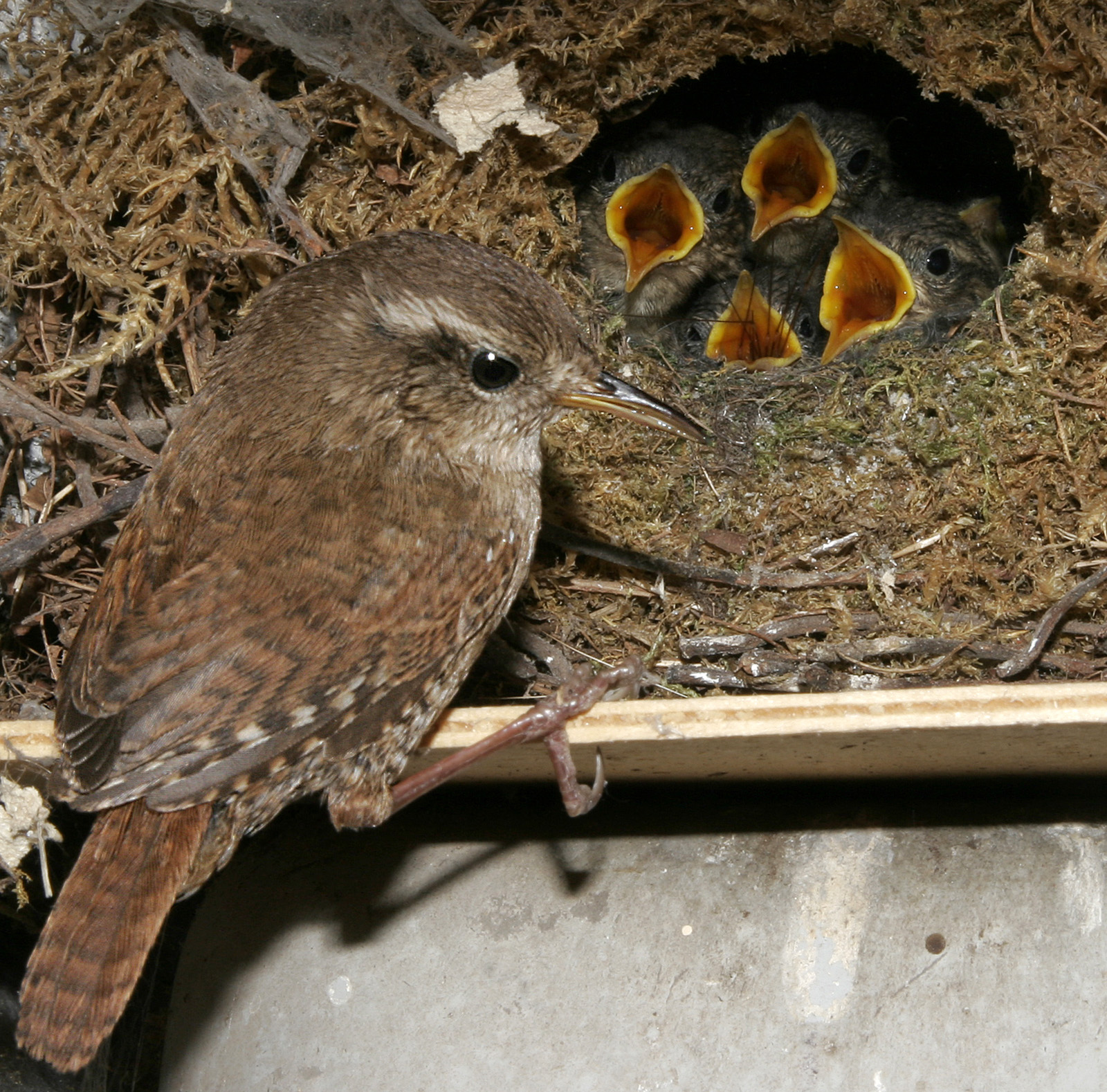
成鳥與四隻雛鳥；其中一隻剛被餵食了一隻蜘蛛或收割蛛

在北歐和亞洲的大部分地區，鷦鷯主要在針葉林中築巢，經常因其悠長而充滿活力的鳴聲而被識別出來。雖然它是食蟲性的，但可以透過在樹皮和倒木等基質上覓食昆蟲，進而在中度寒冷甚至下雪的氣候中生存。雄鷦鷯會在其領域內建造多個巢，這些巢被稱為「公巢」，但在雌鳥選定一個巢來使用之前，這些巢並不會鋪上襯墊。領地上的巢數會影響雌鳥對配偶的選擇；雌鳥更傾向於與築巢數量多的雄鳥配對。求偶過程包括雄鳥的展示與姿態表現。雄鳥在鳴唱時會將翅膀和尾羽半開，或是使其下垂，有時一隻翅膀會伸展，或是雙翅快速連續升降幾次。
其圓頂巢穴有側邊入口，以草、苔蘚、地衣及枯葉等當地材料構成，通常藏於牆壁或樹幹的洞中，或岩石縫隙中，但也經常築於黑莓叢、灌木或樹籬中，或是河岸的常春藤間、茅草中，甚至廢棄的鳥巢中，例如家麻雀、家燕、西方毛腳燕和河烏的舊巢中。雌鳥一旦選定巢穴，就會在巢中鋪上豐厚的羽毛。
每窩通常有五到六顆蛋（範圍為三到十一顆），在四月以後產下。蛋平均長度為16.6乘12.7 mm（0.65乘0.50英寸），白色的蛋上帶有變化量不等的紅棕色斑點，主要集中在較寬的一端。孵蛋的工作由雌鳥單獨完成，經過14到15天後，蛋會孵化。幼鳥以昆蟲、蜘蛛和其他小型無脊椎動物為食；目前並無雄鳥在巢中餵養幼鳥的紀錄，但在幼鳥離巢後的約16天內，雄鳥會開始餵養它們。通常一年有兩窩。
鷦鷯極具多配偶性，即雄鳥在其領地上同時擁有多個雌鳥，每個雌鳥都有一個活躍的巢穴。活躍巢穴即指巢中有蛋或雛鳥的巢。曾有紀錄顯示一隻雄鳥在其領地上有四隻雌鳥進行繁殖。兩配偶和三配偶是最常見的多配偶形式。

### 食物與覓食
鷦鷯的食物主要是昆蟲；這些昆蟲以蝴蝶和蛾類的幼蟲為主，如尺蛾和夜蛾的幼蟲，此外還包括甲蟲幼蟲、蠅幼蟲、石蛾幼蟲和蚜蟲。其他食物項目包括蜘蛛，有時也會攝取一些種子。幼鳥大多以蛾類幼蟲為食，包括甘藍夜蛾的幼蟲和大蚊幼蟲。

## 與人類的關係

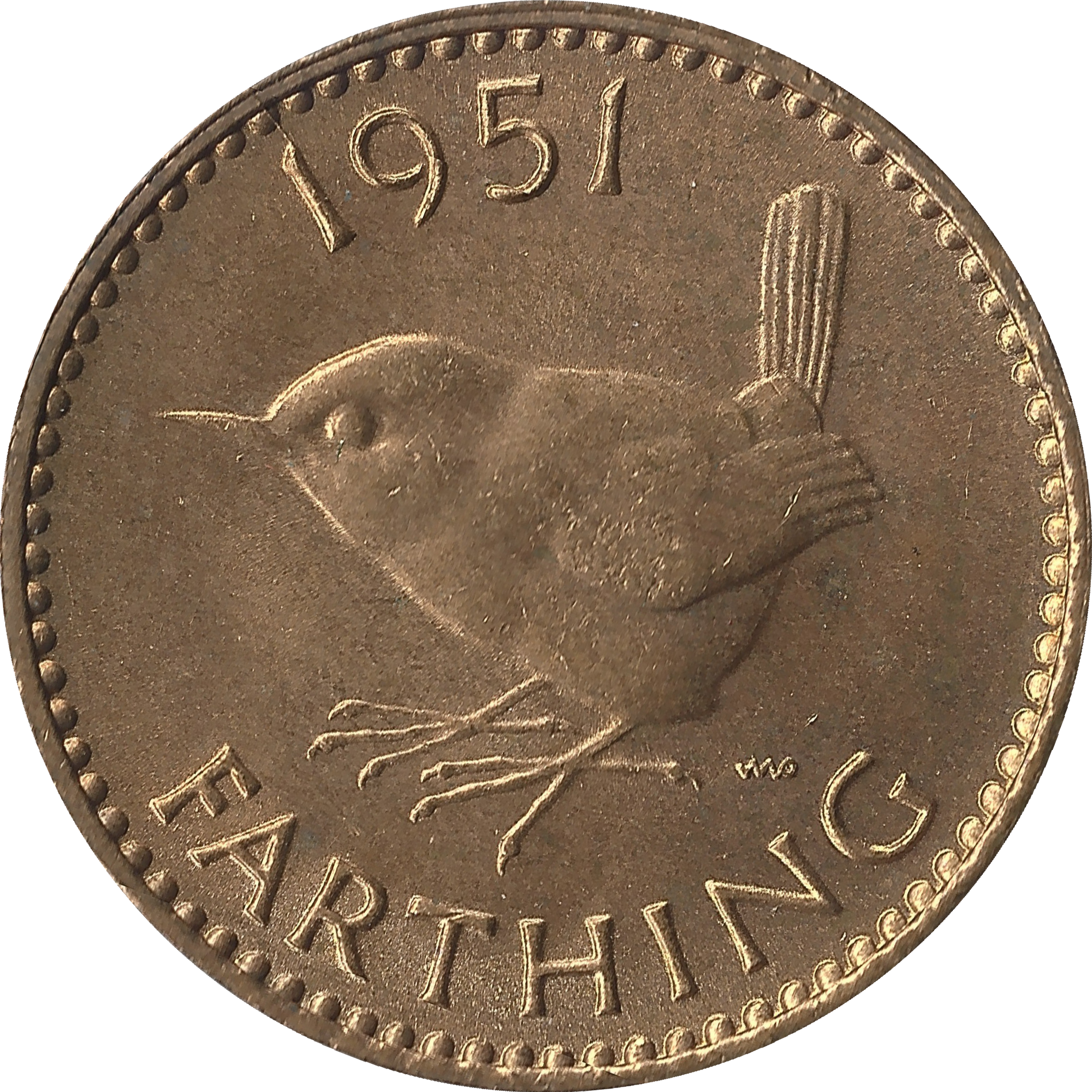
英國法尋硬幣上的鷦鷯

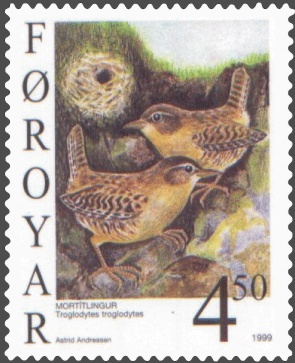
法羅群島郵票上的鷦鷯

在歐洲的民間傳說中，鷦鷯被稱為鳥中王。根據普魯塔克所歸於伊索的寓言，當鷹和鷦鷯比試飛得更高時，鷦鷯休息在鷹的背上，當鷹疲累時，鷦鷯飛到牠上方。於是，普魯塔克暗示，鷦鷯證明了聰明勝過力量。鷦鷯的尊貴也反映在格林兄弟的故事The Willow-Wren and the Bear中。亞里士多德和普魯塔克稱鷦鷯為（國王）和（小國王）。在德語中，鷦鷯被稱為Zaunkönig（籬笆王），舊德語則稱之為「Schneekönig」（雪中王），而在荷蘭語中則為「winterkoning」（冬天王），皆指「國王」之意。日本傳說中，鷦鷯被稱為風中王，而神話「鷹群中的鷦鷯」則講述了鷦鷯成功狩獵野豬的故事：當鷹群無法捕捉到野豬時，鷦鷯飛入其耳中，使之發狂。
鷦鷯被德魯伊教視為神聖的鳥，因其被認為是「所有鳥類之王」，並用其音樂作為占卜工具。變形妖精女王經常化身為鷦鷯，在童謠中稱為「珍妮鷦鷯」。人們相信鷦鷯的羽毛能避開災難或溺水之禍。
在聖司提反（基督教首位殉道者）的傳說中，鷦鷯亦有其一席之地。據說他在躲避敵人時被吵鬧的鷦鷯出賣。傳統上，聖斯德望日（12月26日）被紀念為「狩獵鷦鷯節」，年輕的「鷦鷯男孩」會捉住鷦鷯，並以儀式性遊行的方式展示牠，這在傳統的「鷦鷯之歌」中有所描述。「鷦鷯，鷦鷯，鳥中王，聖司提反日被抓於荊棘中。雖然他很小，家族卻強大，懇請您，好心的女主人，給我們些款待。」這一傳統及鷦鷯作為象徵舊年的意涵，皆由詹姆斯·弗雷澤爵士於其著作.The tradition, and the significance of the wren as a symbol and sacrifice of the old year, is discussed in Sir James Frazer's 中所闡述。
根據蘇埃托尼烏斯的記載，尤利烏斯·凱撒遇刺的預兆是一隻倒霉的鷦鷯。就在三月15日的前一天，一隻鷦鷯被多種其他鳥類瘋狂追逐著。鷦鷯銜著一根顯眼的月桂枝，絕望地飛入羅馬元老院，但在那裡仍被其追捕者撕裂至死。

### 文化中的描繪
- 在拉迪亞德·吉卜林的The Jungle Book中，故事「白色海豹」的敘述者為「利瑪辛」——一隻冬天鷦鷯（實際上為太平洋鷦鷯），曾被認為與鷦鷯屬同一物種。[41]
- 鷦鷯曾出現在多國的郵票上，包括阿爾巴尼亞、奧爾德尼、白俄羅斯、比利時、保加利亞、法羅群島、法國、德國、英國、根西島、匈牙利、冰島、愛爾蘭、曼島、澤西島、荷蘭、聖馬利諾、美國[a]以及梵蒂岡城國。[43]
- 鷦鷯是凱爾特文化中的生肖動物之一。[44]
- 英國舊制法尋硬幣上，自1937年至1960年反面皆刻有鷦鷯圖像，因其被認為是英國最小的鳥。[45]

## 延伸阅读
[在维基数据编辑]
 《欽定古今圖書集成·博物彙編·禽蟲典·鷦鷯部》，出自陈梦雷《古今圖書集成》
1. ↑  1999年美國郵票上的「冬天鷦鷯」即指太平洋溫帶雨林中的「冬天鷦鷯」（Troglodytes troglodytes），之後此鳥被重新分類為太平洋鷦鷯（Troglodytes pacificus）。[42]